# Echinocereus pentalophus

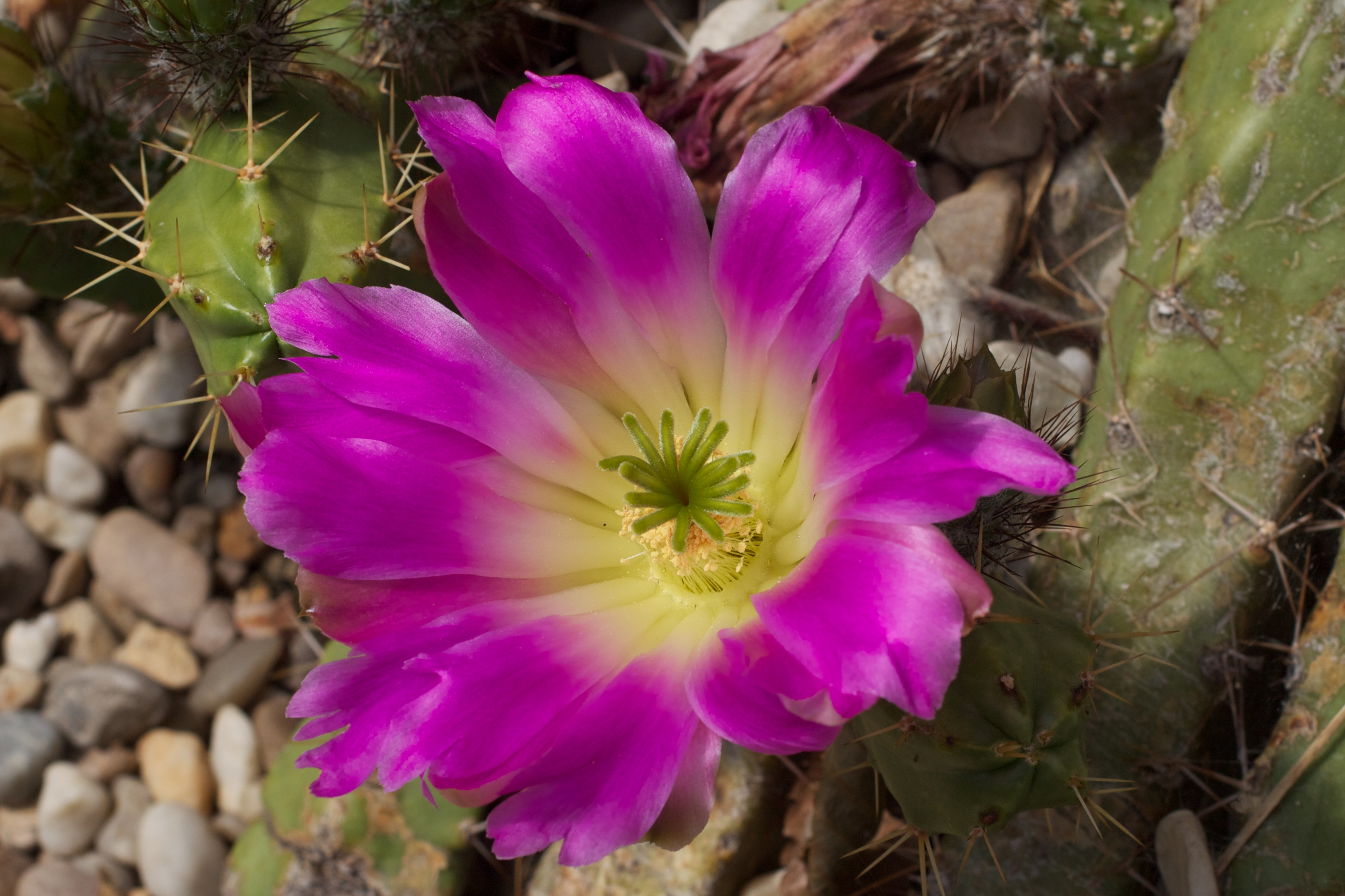
Blüte

Echinocereus pentalophus ist eine Pflanzenart in der Gattung Echinocereus aus der Familie der Kakteengewächse (Cactaceae). Das Artepitheton pentalophus leitet sich von den griechischen Worten penta für fünf und lophos für Kamm ab und verweist auf die meist fünfrippigen Triebe der Art. Trivialnamen sind „Alicoche“, „Cardoncillo“ und „Lady-Finger Cactus“.

## Beschreibung
Echinocereus pentalophus bildet reich verzweigte, niedrige und ausgespreizte Grupen von bis zu 1 Meter Durchmesser. Die gelblich grünen bis graugrünen, festfleischigen, zylindrischen Triebe sind 20 bis 70 Zentimeter lang und weisen Durchmesser von 1 bis 6 Zentimeter auf. Es sind drei bis acht meist scharfkantige, geraden Rippen vorhanden, die später gehöckert sind. Der einzelne abstehende Mitteldorn, der auch fehlen kann, ist gelblich bis dunkelbraun und weist eine Länge von bis zu 3 Zentimeter auf. Die drei bis acht geraden, weißlichen bis gelblichen Randdornen sind bis zu 2 Zentimeter lang. Die oberen von ihnen sind sehr kurz.
Die breit trichterförmigen Blüten sind leuchtend rosafarben bis etwas rosamagentafarben oder selten weiß und besitzen einen weißen oder gelben Schlund. Sie erscheinen nie in der Nähe der Triebspitzen, sind 8 bis 10 Zentimeter lang und erreichen Durchmesser von 10 bis 15 Zentimeter. Die eiförmigen grünen Früchte tragen braune Dornen und lockere Wolle. Sie reißen unregelmäßig auf.

## Verbreitung, Systematik und Gefährdung
Echinocereus pentalophus ist in den Vereinigten Staaten im Süden des Bundesstaates Texas sowie in den mexikanischen Bundesstaaten Coahuila, Tamaulipas, Nuevo León, Guanajuato, San Luis Potosí, Hidalgo und Querétaro verbreitet.
Die Erstbeschreibung als Cereus pentalophus durch Augustin-Pyrame de Candolle wurde 1828 veröffentlicht. Charles Lemaire stellte die Art 1868 in die Gattung Echinocereus.
Es werden folgende Unterarten unterschieden:
- Echinocereus pentalophus subsp. pentalophus
- Echinocereus pentalophus subsp. leonensis (Mathsson) N.P.Taylor
- Echinocereus pentalophus subsp. procumbens (Engelm.) W.Blum & Mich.Lange

Ein Synonym der Unterart Echinocereus pentalophus subsp. pentalophus ist Echinocereus leptacanthus (DC. ex Pfeiff.) K.Schum. (1898, nom. inval. ICBN-Artikel 36.1, 34.1).
In der Roten Liste gefährdeter Arten der IUCN wird die Art als „Least Concern (LC)“, d. h. als nicht gefährdet geführt.

## Nachweise